# CFE (België)
CFE is een multidisciplinaire bouwgroep die zich voornamelijk richt op België, Luxemburg en Polen. De groep CFE is beursgenoteerd op Euronext Brussels met Ackermans & van Haaren als meerderheidsaandeelhouder.

## Activiteiten
De groep is actief in vier divisies: bouw en renovatie, vastgoedontwikkeling, multitechnieken en investeringen.
Via verschillende dochterbedrijven is de groep actief in de bouw en renovatie, waaronder industriebouw, parkings, residentiële en openbare gebouwen. De vastgoedontwikkeling door dochterbedrijf BPI behelst voornamelijk de bouw van woningen, kantoorgebouwen en winkelruimtes. De dochterbedrijven van deze divisies bevinden zich in België, Luxemburg en Polen.
De divisie multitechnieken omvat de dochterbedrijven Mobix en VMA. Mobix is in België actief bij de bouw van spoorweginfrastructuur, nutsvoorzieningen en openbare verlichting. VMA is internationaal actief bij de bouw en installatie van industriële automatisering en gebouwentechniek.
De divisie investeringen omvat een 50% belang in Rent-A-Port dat zich bezighoudt met de ontwikkeling van nieuwe haven- en industriezones (bijvoorbeeld in Hải Phòng). Minderheidsbelangen in de Belgische offshore windparken Rentel en Seamade maken ook deel uit van deze divisie.

## Historiek
- 1880 - Oprichting van de Compagnie Générale de Chemins de Fer Secondaires (CFE), een participatiemaatschappij die zich toelegt op de bouw en op de exploitatie van spoor- en tramlijnen.
- 1921 - De activiteiten worden gediversifieerd, doordat de maatschappij van start gaat met werken van burgerlijke bouwkunde en gebouwen onder de naam Compagnie Belge de Chemins de Fer et d'Entreprises.
- 1930 - Stichting van de Société Générale de Dragage voor de uitvoering van baggerwerken zowel in België als in het buitenland.
- 1965 - De activiteit als algemene aannemer neemt de overhand. De bedrijfsnaam wordt gewijzigd in Aannemingsmaatschappij CFE.
- 1974 - CFE en Ackermans & van Haaren voegen hun baggeractiviteiten samen onder de naam Dredging International.
- 1981 - Fusie van de CFE en de Ondernemingen Ed. François en Zonen.
- 1989 - De Groep GTM, aandeelhouder sinds 1987, wordt hoofdaandeelhouder van CFE.
- 1991 - Oprichting van de holding DEME (Dredging, Environmental and Marine Engineering) waarbij de baggeractiviteiten van twee Belgische baggeraars worden verenigd: Dredging International en Baggerwerken Decloedt. CFE verwerft Nizet Entreprise.
- 2000 - VINCI en GTM fusioneren en vormen samen de grootste bouwgroep ter wereld. CFE verhoogt zijn participatie in de groep DEME ten belope van 47,8%.
- 2001 - CFE introduceert een organisatiestructuur die is gebaseerd op drie grote bedrijfsonderdelen: pool Bouw, met alle bouwactiviteiten en aanverwante diensten, pool Baggerwerken en Milieu, en pool Elektriciteit. In ditzelfde jaar verwerft CFE, als gevolg van een overeenkomst met de maatschappij Bâtiments & Ponts Construction, alle aandelen van ABEB, een Antwerpse dochteronderneming van BPC.
- 2004 - Aankoop van Bâtiments et Ponts Construction en Bâtipont Immobilier. Verhoging van de participatie in de groep DEME ten belope van 50%. Oprichting van een pool vastgoedontwikkeling- & beheer, apart van de pool bouw. Evolutie van de pool elektriciteit naar de pool multitechnieken.
- 2005 - CFE verwerft 100% van de aandelen van Aannemingen Van Wellen.
- 2006 - Fusie van de activiteiten Property Management van Sogesmaint en CB Richard Ellis. Kapitaalverhoging met voorkeurrecht in oktober.
- 2007 - CFE verwerft de Gentse vennootschap VMA NV Infra-Industrie en haar filiaal VMA Slovakia verworven voor het domein multitechnieken. CFE verwerft de Brusselse vennootschap Amart, voornamelijk actief in het restaureren en renoveren van gebouwen. CFE neemt een belang van 25% in Druart, een bedrijf gespecialiseerd in HVAC en sanitair.
- 2008 - CFE verhoogt zijn participatie in Druart naar 62,5%. CFE versterkt haar pool Multitechnieken via de acquisitie van Louis Stevens & Co. Dit bedrijf, gesitueerd te Halen, is gespecialiseerd in elektrotechnische installaties zoals communicatienetwerken, seininrichtingen, bedrading en vliegveldbebakening.
- 2009 - Versterking van de activiteiten van Druart in Wallonië door de integratie van Prodfroid, een maatschappij met complementaire activiteiten. CFE verwerft 64,95% van de aandelen van de maatschappij Van De Maele Multi-Techniek uit Meulebeke. De maatschappij Elektro Van De Maele is actief in elektrische installaties (publiek, tertiair, industrie), het elektrische deel van HVAC en de agro-industrie (installatie, optimalisering en automatisering van stallen).
- 2010 - CFE neemt een meerderheidsparticipatie in de Groep Terryn, Belgisch marktleider in gelamelleerd hout. Oprichting van "be.maintenance". CFE heeft 65% van de aandelen van de NV Brantegem verworven, deze is gespecialiseerd in HVAC en sanitaire installaties.
- 2011 - CFE betreedt de sector van de openbare verlichting met de acquisitie van ETEC. CFE neemt het handelsfonds van de vennootschap Leloup Entreprise Générale over, actief in zowel renovatie als omvorming van kleine en middelgrote projecten in Brussel evenals in Vlaams en Waals Brabant.
- 2012 - CFE verwerft de aandelen van de onderneming Remacom, gespecialiseerd in de plaatsing van spoorwegrails. Er komt een zesde pool Spoor & Wegeninfra die bestaat uit ENGEMA, Stevens, Remacom en Aannemingen Van Wellen. De pool Multitechnieken verwerft ARIADNE uit Limburg, gespecialiseerd in automatisering.
- 2013 - Afstand van de participatie in Sogesmaint-CB Richard Ellis NV. CFE ontwikkelt, onder de naam van Sogesmaint, een geïntegreerde activiteit van Property, Facility en Project Management in synergie met de activiteiten van de groep. Overname van een belang van 60,40% in CFE door Ackermans & van Haaren. Overdracht door VINCI Construction s.a.s van een belang van 23,42% in CFE aan Ackermans & van Haaren waardoor het belang van VINCI Construction s.a.s. in CFE vermindert naar 12,11%. Overdracht door Ackermans & van Haaren van een belang van 50% in DEME aan CFE waardoor CFE de exclusieve controle bezit over DEME.
- 2014 - CFE verkoopt haar wegenbouw activiteit aan Aswebo en Aannemingen Van Wellen Bouw wordt Atro Bouw.
- 2015 - De raad van bestuur van CFE benoemt Piet Dejonghe als tweede gedelegeerd bestuurder. Oprichting van de pool Contracting die alle activiteiten omtrent bouw, multitechnieken en spoorinfra zal groeperen.
- 2022 - Afsplitsing van DEME. De groep CFE focust nu op 4 domeinen: bouw en renovatie, multitechnieken, vastgoed en investeringen.